# Luxi, Xiangxi
Luxi, tidigare romaniserat Luki, är ett härad som är beläget i den autonoma prefekturen Xiangxi för tujia- och miao-folken i Hunan-provinsen i södra Kina.